# 伊藏格雷梅尔
伊藏格雷梅尔（法語：Yzengremer）是法国皮卡第大区索姆省的一个市镇，属于阿布维尔区欧县。该市镇2009年时的人口为514人。

## 人口
伊藏格雷梅尔人口变化图示
| 数据来源：INSEE |